# Louis Artan
Louis Artan (ur. 20 kwietnia 1837 w Hadze, zm. 23 maja 1890 Oostduinkerke) – belgijski malarz pejzażysta.
Arten studiował malarstwo u pejzażysty H. Marcette’a. W 1863 roku tworzył w Brukseli, a następnie w Bretanii (1868), Antwrpii i w La Panne wraz z innymi malarzami Dubois Stobbaertsem. Jego specjalnością stały się obrazy marynistyczne m.in.:
- Wydmy (Courtai)
- Morze Północne (Bruksela)
- Niespokojne morze (Verviers)